# Västra Sockträsket
Västra Sockträsket är en sjö i Överkalix kommun i Norrbotten och ingår i Kalixälvens huvudavrinningsområde. Sjön har en area på 0,117 kvadratkilometer och ligger 80,5 meter över havet.

## Delavrinningsområde
Västra Sockträsket ingår i det delavrinningsområde (739428-179632) som SMHI kallar för Inloppet i Orasjärv. Medelhöjden är 98 meter över havet och ytan är 64,3 kvadratkilometer. Räknas de 58 avrinningsområdena uppströms in blir den ackumulerade arean 1 405,17 kvadratkilometer. Tvärån (Lansån) som avvattnar avrinningsområdet har biflödesordning 3, vilket innebär att vattnet flödar genom totalt 3 vattendrag innan det når havet efter 98 kilometer. Avrinningsområdet består mestadels av skog (82 procent). Avrinningsområdet har 0,46 kvadratkilometer vattenytor vilket ger det en sjöprocent på 0,7 procent.